# Булаєвська Наталія Іванівна
Наталія Іванівна Булаєвська (5 вересня 1939, с. Терешки, Барський район, Вінницька область — 22 червня 2022) — українська журналістка, краєзнавець і пам'яткоохоронець. Заступник голови ради Київської обласної організації Українського товариства охорони пам'яток історії і культури, член Правління Національної спілки краєзнавців України та Київської обласної організації НСКУ, заслужений працівник культури України.

## Біографічні відомості
Наталія Іванівна народилася 5 вересня 1939 року в с. Терешки Барського району Вінницької області.
Після закінчення Барської середньої школи № 2 з 1956 року працювала коректором у районній газеті «Червоний промінь».
Закінчила Український поліграфічний інститут (Львів, 1966).
Працювала заступником редактора, а потім — у 1969—1971 рр. редактором районної газети «Колос» у смт Погребище Вінницької області. З 1971 по 1973 рік працювала інструктором, завкабінетом політосвіти райкому партії, обиралася депутатом райради.
Переїхавши на постійне місце проживання до Києва, трудилась у редакції «Українського історичного журналу». 1974 року була обрана заступником голови Київської обласної організації УТОПІК, якій присвятила 50 років творчого життя.
Дружина відомого краєзнавця Кагарличчини Олександра Салія.
Разом з Петром Тимофійовичем Троньком вона стояла біля витоків відродженої в 1990 році Всеукраїнської спілки краєзнавців, була членом правління спілки від часу її створення. Активно працювала відповідальним секретарем, заступником голови Київської обласної організації ВСК (від 2008 — НСКУ; 1996—2016), членом правління КОО НСКУ (з грудня 2016 р.).
Основні напрямки її дослідницької діяльності — історія міст і сіл України, пам'ятки історії та культури Київщини. Наталія Іванівна — автор понад 100 наукових статей і розвідок, багаторічна ведуча рубрики «Пам'ятки історії та культури Київщини» на радіо «Голос Києва».
У Державному архіві Київської області створено особовий фонд Р-5612 «Булаєвська Наталія Іванівна — заступник голови ради Київської обласної організації Українського товариства охорони пам'яток історії та культури».

## Нагороди
- Заслужений працівник культури України (1993);
- Відзнака Кагарлицької міської ради «За заслуги перед містом» (2005);
- Премія імені академіка Петра Тронька Національної спілки краєзнавців України (2013).